# 折出健二
折出 健二（おりで けんじ、1948年 - ）は、日本の教育学者、愛知教育大学名誉教授。

## 略歴
1948年、広島市生まれ。広島県立国泰寺高等学校卒業、1972年広島大学教育学部卒、76年同大学院教育学研究科博士課程中退、愛知教育大学助手となり、講師、助教授をへて、教授、副学長を務め、2014年定年退官、名誉教授、人間環境大学看護学部特任教授となる。日本生活指導学会代表理事、全国生活指導研究協議会常任委員。

## 著書
- 『学習集団の指導過程論』 (生活指導選書) 明治図書出版 1982
- 『学習集団の指導過程』 (生徒を生かす集団づくり実践講座) 明治図書出版 1983
- 『人間的自立と教育』 (青木教育叢書)青木書店 1984
- 『人格の自立と集団教育』明治図書出版 1986
- 『相互自立の生活指導学』勁草書房 1993
- 『子育て・教育とも育ち いじめ克服と自立』中日新聞本社 1996
- 『変革期の教育と弁証法』創風社 2001
- 『市民社会の教育 関係性と方法』創風社 2003
- 『人間的自立の教育実践学』創風社 2007
- 『そばにいる他者(ひと)を信じて子は生きる 〈伴走者〉という役割』ほっとブックス新栄 2015
- 『他者ありて私は誰かの他者になる いま創めるアザーリング』ほっとブックス新栄 2016
- 『対話的生き方を育てる教育の弁証法 働きかけるものが働きかけられる』創風社 2018

### 共編著
- 『中学生をどうとらえるか』（生徒を生かす集団づくり実践講座）折出健二他著 明治図書出版 1983
- 『講座・中学生問題』全5巻 坂本光男共編 明治図書出版 1983-84
- 『講座「できない」子に挑む』坂本光男共編 明治図書出版 1985
- 『生活指導にいどむ 共同・自立をめざして』坂本光男,近藤郁夫共編著 青木書店 1991
- 『教科外活動を創る』坂本光男,大畑佳司,服部潔共編著 労働旬報社 1994
- 『いじめ自殺 子を亡くした親たちのメッセージ』野口清人,堀尾輝久共著, 信州の教育と自治研究所, あいち県民教育研究所,民主教育研究所,にいがた県民教育研究所編 かもがわ出版 1998
- 『子どもと教育を考える緊急シンポジウム記録集 非行・犯罪、いじめ・不登校…今、わたしたちがすべきこと…』勝田浩司,本田忠勝, 八田ひろ子共著 日本共産党名古屋市会議員団 2000
- 『いじめととりくんだ国々 日本と世界の学校におけるいじめへの対応と施策』土屋基規, P.K.スミス,添田久美子共編著 ミネルヴァ書房 2005
- 『子どもの荒れにどう向き合うか いま、教師でありつづけるために』杉田雄二共著 高文研 2007
- 『特別活動』 (教師教育テキストシリーズ）編 学文社 2008
- 『生活指導』 (教師教育テキストシリーズ）編 学文社 2008
- 『生活指導とは何か』 (シリーズ教師のしごと）竹内常一共編著 高文研 2015

## 論文
- <折出健二